# Comanchero (singolo)
Comanchero è un singolo della ballerina francese Moon Ray, pubblicato nel 1984 con l'etichetta Discotto S.A.S. Il brano è in realtà cantato dall'artista italoamericana, nonché autrice del brano stesso assieme ad Aldo Martinelli, Simona Zanini.
Divenne una hit in diversi paesi europei, raggiungendo la posizione nº 1 in Francia per 3 settimane nel 1985, nº 2 in Austria, 3 in Germania Ovest, 4 in Svizzera e 17 in Italia. Nel 1997 Robin Cook ne fece una cover.
Il disco è stato ristampato in CD maxi single limited edition (rimasterizzata in digitale con lo stesso titolo di copertina Comanchero sull'etichetta Discollectors Production numero di catalogo: DCMX005) nel 2018.

## Tracce
7" singolo (Il Discotto NP 1043/Ariola 107 053)
Lato A
1. Comanchero (Vocal) – 4:00

Lato B
1. Comanchero (Instrumental) – 3:50

12" maxi (Il Discotto 1043/Ariola 601 573)
Lato A
1. Comanchero (Vocal) – 7:38

Lato B
1. Comanchero (Instrumental) – 6:28

12" remix (Ariola 601 679)
Lato A
1. Comanchero (Special Disco Remix) – 8:35

Lato B
1. Comanchero (Instrumental) – 6:24

CD singolo
1. Comanchero (Vocal Version) – 7:35
2. Comanchero (Instrumental) – 6:25
3. Comanchero (Radio Version) – 3:57

Durata totale: 17:57

## Classifiche

### Classifiche settimanali
| Classifica                           | Posizione massima |
| ------------------------------------ | ----------------- |
| Austria (Ö3 Austria Top 40)          | 2                 |
| France (SNEP)                        | 5                 |
| Germany (Offizielle Deutsche Charts) | 3                 |
| Italy (Top Singoli)                  | 17                |
| Switzerland (Schweizer Hitparade)    | 4                 |

### Classifiche annuali
| Chart (1984)  | Posizione |
| ------------- | --------- |
| Italia (FIMI) | 63        |

| Chart (1985)                   | Posizione |
| ------------------------------ | --------- |
| Austria (Ö3 Austria Top 40)    | 12        |
| Francia (IFOP)                 | 17        |
| Svizzera (Schweizer Hitparade) | 28        |